# Ruska letalonosilka Admiral Kuznjecov
Admiral Flota Sovjetskogo Sojuza Kuznjecov (rusko Адмира́л Фло́та Сове́тского Сою́за Кузнецо́в, latinizirano: Admiral Flota Sovjetskogo Sojuza Kuznjecov) je letalonosilka (težka letalonosilna križarka po ruski klasifikaciji) razreda Admiral Kuznjecov, ki je poveljniška ladja Ruske vojne mornarice. Zgrajena je bila v Črnomorski ladjedelnici, edinemu proizvajalcu sovjetskih letalonosilk v Nikolajevu in splavljena leta 1985 ter postala popolnoma operativna v Ruski vojni mornarici leta 1995. Je del 43. divizije raketnih ladij v Severomorsku. Izvirno ime ladje je bilo Riga, splavljena je bila kot Leonid Brežnjev, na morsko preizkušanje se je odpravila kot Tbilisi, na koncu pa je bila poimenovana Admiral Flota Sovjetskogo Sojuza Kuznjecov po admiralu flote Sovjetske zveze Nikolaju Gerasimoviču Kuznjecovu.
Sprva je bila predana v uporabo Sovjetski vojni mornarici in naj bi postala vodilna ladja razreda Admiral Kuznjecov z dvema ladjama, vendar je bila druga ladja, Varjag, še vedno nedokončana, ko je Sovjetska zveza razpadla leta 1991. Drugo ladjo je kasneje Ukrajina prodala Kitajski, ki jo je dokončala v Daljanu in jo predala v uporabo kot Ljaoning.
Od leta 2017 je Admiral Kuznjecov v remontu v 35. ladjedelnici v Rosljakovem pri Murmansku. Oktobra 2018 ga je poškodoval 70-tonski žerjav s plavajočega suhega doka PD-50, decembra 2019 pa požar, v katerem sta umrla dva delavca. Suhi dok, ki se je potopil zaradi izpada elektrike, medtem ko je bil v njem Admiral Kuznjecov, je bil ključen za remont letalonosilke, ki naj bi se vrnila v vojno mornarico leta 2024.
Leta 2018 je bil nagrajen z redom Ušakova.
Leta 2021 je podpredsednik Združene ladjedelniške korporacije, Vladimir Koroljov, povedal tiskovni agenciji TASS, da naj bi začel morsko preizkušanje sredi leta 2023 in se ponovno pridružil vojni mornarici konec tega leta. Leta 2022 je bila vrnitev Admirala Kuznjecova v vojno mornarico prenesena na začetek leta 2024, do česar spet pa ni prišlo. Septembra 2024 je bila posadka letalonosilke prestrukturirana v mehanizirani bataljon in poslana v vojno proti Ukrajini, leta 2025 pa so se pojavila poročila, da so bila vsa dela ustavljena, letalonosilka pa bo razgrajena.

## Načrt
Načrt razreda Admiral Kuznjecov nakazuje drugačno nalogo od letalonosilk Ameriške vojne mornarice. Njegovi graditelji so za razred uporabljali izraz Tjažolij Avianesuščij Krejser (TAVKR) – »težka letalonosilna križarka« – namenjena podpori in obrambi strateških jedrskih podmornic, površinskih ladij in pomorskih raketonosnih letal Ruske vojne mornarice.
Glavni palubni lovec Admirala Kuznjecova je bil sprva večnamenski Suhoj Su-33. Lahko izvaja naloge zračne prevlade, obrambe flote in zračne podpore ter ga je mogoče uporabiti za neposredno ognjeno podporo izkrcanjem, izvidnico in polaganje morskih min. Letalonosilka nosi tudi helikopterje Kamov Ka-27 in Kamov Ka-27S za protipodmorniško bojevanje, iskanje in reševanje in lahki transport.
Po letu 2011 so bili lovci Su-33 nadomeščeni z lovci MiG-29K. Obstoječim lovcem Su-33 bi se življenjska doba iztekla do leta 2015, proizvodnja majhne količine novih lovcev pa ni stroškovno učinkovita. MiG-29K je primernejši, saj je Indijska vojna mornarica naročila 45 letal, kar je zmanjšalo proizvodne stroške in stroške razvoja. Za 24 lovcev bi Ruska vojna mornarica plačala okrog 1 mrd USD.

## Zgodovina
Letalonosilka je bila v izgradnji v Ukrajini v Sevastopolu, kjer je bila splavljena leta 1985. Po razglasitvi neodvisnosti Ukrajine leta 1991, je ukrajinski predsednik Leonid Kravčuk poveljniku ladje poslal telegram, v katerem ga je obvestil, da je letalonosilka lastnina Ukrajine in da bo ostala v Sevastopolu, dokler se ne odločijo kaj z njo. To je sprožilo paniko v takrat še sovjetski mornarici, ki je z Arktike urgentno pripeljala namestnika poveljnika severne flote, Jurija Ustimenka, ki je letanosilki zaukazal izplutje v Vidjajevo (Murmansk), da bi postala del ruske mornarice.
Med 23. decembrom 1995 in 22. marcem 1996 je Admiral Kuznjecov opravil svojo prvo 90-dnevno odpravo v Sredozemsko morje s 13 Su-33, 2 Su-25 UTG in 11 helikopterji na krovu. Odprava poveljniške ladje Ruske vojne mornarice je bila izvedena za obeležitev 300-letnice ustanovitve Ruske vojne mornarice oktobra 1696. Med odpravo se je Admiral Kuznjecov zasidral v Tartusu, Sirija.
Leta 2016 je letalonosilka doživela ognjeni krst v sirski državljanski vojni. 15. oktobra 2016 je Admiral Kuznjecov s težko križarko Pjotr Veliki in rušilcema Severomorsk ter Vice-admiral Kulakov izplul iz Severomorska. Zračno krilo je vključevalo 6-8 lovcev Su-33, 4 lovce MiG-29KR/KUBR, mornariške jurišne helikopterje Ka-52, helikopterje za zgodnje opozarjanje Ka-31R in helikopterje za iskanje in reševanje Ka-27PS. 15. novembra 2016 se je Admiral Kuznjecov udeležil obsežne operacije proti položajem Islamske države in Fronte al-Nusra v Siriji s sprožanjem napadov lovcev Su-33. To je bilo prvič, da se je ruska letalonosilka udeležila bojnih operacij. Med operacijami proti islamistom sta bili sicer izgubljeni letali MiG-29K in Su-33 zaradi tehničnih težav, vendar sta bila pilota uspešno rešena.
Od leta 2017 je Admiral Kuznjecov v remontu v 35. ladjedelnici v Rosljakovem pri Murmansku, s katerim naj bi bila njegova življenjska doba podaljšana za 25 let. 30. oktobra 2018 ga je poškodoval 70-tonski žerjav s plavajočega suhega doka PD-50. Suhi dok, v katerem je bil Admiral Kuznjecov, se je takrat zaradi izpada elektrike potopil. Bil je ključen za remont letalonosilke in je bil nadomeščen s tem, da sta bila dva obstoječa suha doka v Rosljakovem združena in povečana v enega. 12. decembra 2019 je na letalonosilki izbruhnil še velik požar, v katerem sta umrla dva delavca, 14 pa je bilo ranjenih. Novi suhi dok je bil dokončan spomladi 2022 in 20. maja 2022 je Admiral Kuznjecov vstopil vanj. 27. julija 2022 je bil suhi dok izpraznjen, nakar so se popravila letalonosilke lahko začela.
15. junija 2022 je predsednik Združene ladjedelniške korporacije Aleksej Rahmanov sporočil, da je bila vrnitev Admirala Kuznjecova v vojno mornarico preložena na začetek leta 2024, vendar do tega ni prišlo. Posadka letalonosilke (približno 1500 ljudi) je bila premeščena v vojsko in poslana v vojno proti Ukrajini, kar je sprožilo ugibanja, da načrtov za vrnitev letalonosilke v uporabo v resnici ni. Julija 2025 so se po poročanju ustavila vsa dela in izboljšave na letalonosilki. Ruska mornarica naj bi po letih neoperativnosti in zamud nameravala ladjo razgraditi. V istem času je bivši admiral pacifiške flote podprl razgraditev ladje in trdil, da letalonosilke v sodobnem času niso več potrebne. Razgraditev Kuznecjova bi pomenila, da bo Rusija edina globalna sila brez letalonosilk.